# شعوب جيفاروان

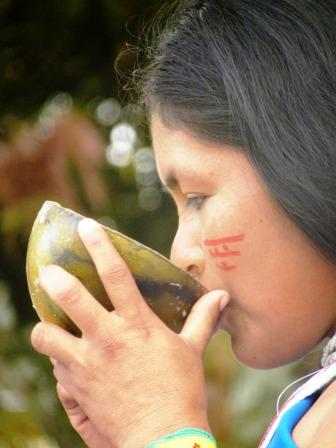

شعوب جيفاروان هي الشعوب الأصلية في منطقة منابع نهر مارانون وروافده في شمال لببيرو وشرق الإكوادور. يتحدث هؤلاء إحدى عائلة اللغات التي تحمل الاسم نفسه.
يشتهر شعب جيفارو بغارات القتل وممارسات تقليصها الرؤوس. تحدث هذه الغارات عادة مرة واحدة في العام في حي جيفارو بعينه. عادة ما تهاجم الأطراف المهاجمة منزلًا واحدًا في كل مداهمة، فتقتل الرجال والنساء الأكبر سنًا، ثم تتخذ الشابات عرائس.
ينخرط شعب جيفارو في أنشطة الصيد. عادة ما تتضمن هذه الأنشطة قيام الزوج والزوجة بالصيد بسلاح النفخ والسهام المسمومة التي تُدهن بكور النبات السام، ما يتسبب بتوقف قلب الفريسة عن النبض. عادة ما يصطاد شعب جيفارو القرود والطيور، لكنهم لا يعتمدون على الصيد مصدرًا رئيسيًا للغذاء.

## الديانة

### المعتقدات
بُنيت نظرة شعوب جيفوريان للعالم على فكرة أن الكائنات الحية وغير الحية تحمل أرواحًا لا يمكن رؤيتها بأعيننا المشتركة. تحتوي هذه الأرواح على القوة أو الكرامة، التي يعتقد شعب الجيفاران أنه يمكن احتوائها وتسخيرها داخل الذات. يتحدث هارنر عن هذه الأرواح المسماة أروتام قائلًا:
«لا يولد الإنسان بروح أروتام. يجب اكتساب هذه الروح، وبطرق تقليدية معينة. يعتبر اكتساب هذا النوع من الأرواح أمرًا بالغ الأهمية لبقاء الذكر البالغ لدرجة أن أهل لا يتوقعون له أن يعيش بعد سن البلوغ بدون هذه الروح. من خلال القتل المتكرر، يمكن للمرء أن يراكم باستمرار القوة من خلال استبدال أرواح الأروتام القديمة بأرواح جديدة. آلية «المقايضة» هذه ميزة مهمة لأنه عندما يكون لدى الشخص نفس الأروتام لأربع سنوات أو خمس، فإنه هذه الروح ستميل إلى ترك مالكها النائم لتتجول ليلًا في الغابة. عاجلًا أم آجلًا، بينما هي هائمة هكذا بين الاشجار، سيسرقها شخص آخر. وفقًا لهذه النظرية، من المستحسن للغاية الحصول على روح جديدة قبل أن تبدأ الروح القديمة في التجول الليلي. هذا الشعور بالحاجة يشجع الفرد على المشاركة في حملة قتل كل بضع سنوات».
يصبح القتل جزءًا حيويًا من ثقافة جيفارو. لا يمكن للرجال أن يتزوجوا إلا بعد أن يصبحوا صيادين في مجتمعاتهم. فكلما قتل المرء أكثر، زادت قوته ومنح حصانة من الموت. يعتبر العنف جزءًا كبيرًا من ثقافة جيفاروان فيما يتعلق بهذا النوع من الإيمان بالروح. يتحدث هارنر عن أنظمة الإيمان الرئيسية في مجتمعات جيفاروان ويقول:
تشكل معتقدات جيفارة عن الأرواح واحدة من أربعة أنظمة رئيسية مستقلة للفكر اللفظي التي لوحظ وجودها حتى الآن في ثقافتهم. الأنظمة الثلاثة الأخرى هي أنظمة معتقدات جنية المحاصيل وأنظمة القرابة. 

### الطقوس

#### البستنة
على عكس العديد من الثقافات الأخرى، تركز ثقافات جيفارو على البستنة أكثر من تركيزها على الصيد، ويرجع ذلك إلى الطبيعة غير المتوقعة للصيد في منطقة الأمازون التي تستوطنها تلك الشعوب. نتيجة لذلك، أضحت البستنة من طقوس جيفارو وثقافاتهم.
على الرغم من النظام الموثوق لتطوير البستنة الذي استحدثه شعب جيفارو، إلا أنهم ما زالوا يعتقدون أن الفعل «... محفوف بعدم اليقين كما الصيد» بحسب ما ذكره مايكل براون في ورقة بعنوان «سحر بستنة أغوارونا جيفارو» في ألتو ريو مايو، بيرو.  ثم تابع قائلًا إنه من أجل تشجيع نمو نباتاتهم المزروعة، يغني هؤلاء أغاني البستنة السحرية ويؤدون مجموعة من الطقوس عند زراعة حديقة جديدة. مثل الكثير من المعتقدات والطقوس المتشابهة المرتبطة بالصيد، يعتقد شعب جيفارو أن الأرواح تقطن النباتات التي يجب تشجيعها على النمو من خلال الأغاني والترانيم والرقصات المختلفة.